# Manuel dos Santos Loureiro
Manuel dos Santos Loureiro, o Manduca Loureiro (Santo Antônio da Patrulha, 9 de maio de 1803 — 3 de março de 1852) foi um militar brasileiro.
Foi casado com Antônia Lopes, filha de Atanásio José Lopes, comandante de uma guarda na barra do Cambaí, que durante a Guerra contra Artigas, retirou-se para sua estância São José Velho onde foi destroçado com todos seus homens e familiares, sobrevivendo somente duas filhas, uma delas Antônia, em 12 de setembro de 1816.
Foi um dos sete primeiros vereadores quando foi criada a Vila de São Francisco de Borja em 1834.
Comandante do exército das Missões ao estourar a Revolução Farroupilha, foi convidado por Bento Gonçalves, através de um plenipotenciário, Agostinho de Melo, para aderir à revolução, sob promessa de lhe ser concedido o posto de general, mas recusou.
Em 5 de julho de 1837, no Botuí, em São Borja, é batido por uma tropa de 260 uruguaios, partidários de Fructuoso Rivera, liderados por João Manuel de Lima e Silva. Porém uma partida de seus homens, sob o comando de Roque Faustino, prende João Manuel dias depois e o assassina.
Em 30 de outubro de 1837, na coxilha do Espinilho, foi derrotado por uma tropa de Bento Manuel Ribeiro, seu antigo companheiro de armas, que havia trocado de lado.
Em São Gabriel, no passo do Salso, em junho de 1840 combateu o republicano Fileno dos Santos, que morreu em combate junto com três soldados.
Quando Bento Manuel Ribeiro retornou para o lado imperial, o Barão de Caxias lhe deu o comando da divisão de cavalaria que este chefiara, Manuel Loureiro desgostoso retirou-se do serviço ativo.
No comando da Legião Missioneira, ainda moço e cheio de vida, caiu fulminado por um insulto apoplético, para substitui-lo no comando da legião missioneira foi designado, não um outro coronel, mas o brigadeiro Bonifácio Calderón.